# Saint-Lubin-de-Cravant
 Saint-Lubin-de-Cravant  là một xã của tỉnh Eure-et-Loir, thuộc vùng Centre-Val de Loire, miền bắc nước Pháp.